# Megosmidus tuberculatus
Megosmidus tuberculatus is een keversoort uit de familie boktorren (Cerambycidae). De wetenschappelijke naam van de soort is voor het eerst geldig gepubliceerd in 1988 door Hovore.